# Вільянубла
Вільянубла (ісп. Villanubla) — муніципалітет в Іспанії, у складі автономної спільноти Кастилія-і-Леон, у провінції Вальядолід. Населення — 2192 особи (2010).
Муніципалітет розташований на відстані близько 170 км на північний захід від Мадрида, 11 км на північний захід від Вальядоліда.
На території муніципалітету розташовані такі населені пункти: (дані про населення за 2010 рік)
- Аеропуерто: 8 осіб
- Вільянубла: 2184 особи

## Демографія
Динаміка населення (INE ):